# Flibansérine
La flibansérine (selon les nomenclatures DCI et USAN, flibanserin), vendue sous la marque commerciale Addyi, est un médicament approuvé aux États-Unis comme traitement du trouble du désir sexuel hypo-actif (hypoactive sexual desire disorder, HSDD) chez les femmes qui n'ont pas encore vécu la ménopause,. Il est surnommé le « Viagra pour femmes » ou « Viagra rose ».
La mise au point de la flibansérine commence chez Boehringer Ingelheim mais est arrêtée en octobre 2010 à la suite d'une évaluation négative de la Food and Drug Administration (FDA). La société Sprout Pharmaceuticals acquiert ensuite les droits sur le produit et parviendra à obtenir l'approbation de la FDA en août 2015 après une « intense campagne de lobbying ». Le produit ne peut être obtenu que sur ordonnance à cause d'« effets néfastes graves » s'il est, par exemple, absorbé en même temps que de l'alcool.
Le HSDD est reconnu comme un trouble sexuel distinct depuis les années 1980, mais a été retiré du Manuel diagnostique et statistique des troubles mentaux (DSM) en 2013 pour être remplacé par le diagnostic appelé « trouble de l'excitation sexuelle chez la femme » (Female sexual arousal disorder, FSAD),.

## Mode d'action
La flibansérine ne possède aucune similitude avec le sildénafil (Viagra) en termes de mode d'action.
La flibansérine est un psychotrope développé initialement comme antidépresseur. Lors des essais cliniques de phase 2, l'effet antidépresseur s'est avéré très insuffisant mais à la question : « De quelle intensité est votre libido ? », la flibansérine s'est avérée plus efficace que le placebo. Elle agit comme agoniste des récepteurs sérotoninergiques de sous-type 5-HT1A (Ki = 1 nM) et antagoniste ou agoniste partiel des récepteurs dopaminergiques de type D4 (Ki = 4–24 nM),,. Son mode d'action passe donc par l'augmentation des taux de dopamine et de noradrénaline et une diminution des taux de sérotonine dans le cerveau.

## Efficacité
Elle est modérée, avec un niveau de preuve qualifié de très faible.

## Effets secondaires
Au cours des études cliniques, les effets indésirables rapportés sont :
- Fréquents (> 10 %) : étourdissements, fatigue et nausées.
- Peu fréquents (de 1 à 10 %) : insomnie, anxiété, sécheresse de la bouche, douleurs abdominales voire appendicite, constipation, mictions nocturnes, palpitations.

Le risque de syncope due à l'hypotension orthostatique peut être augmenté avec la flibansérine. De même, le risque d'accidents et de blessures peut être majoré en raison des effets sédatifs du produit.

### Citations originales
1. ↑  (en) « How strong is your sex drive? »